# John Ford (Dramatiker)
John Ford (getauft 17. April 1586 in Ilsington, Devon; † nach 1639 in oder bei London) war ein englischer Dichter und Dramatiker der Spätrenaissance. Er zählt zu den bedeutendsten Theaterautoren der Stuartzeit.

## Leben

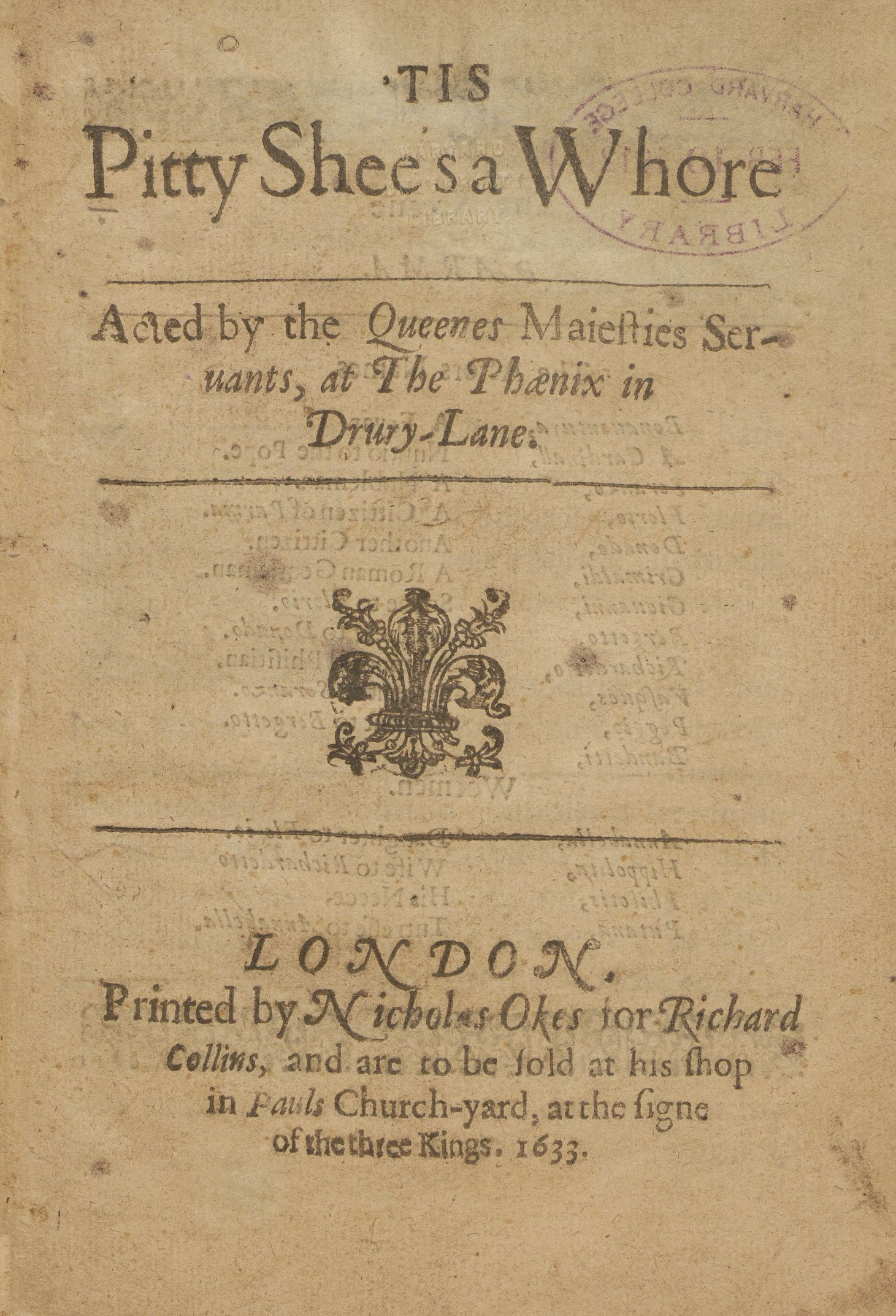
Titelseite des Erstdrucks von ’Tis Pitty Shee's a Whore, 1633

Ford war der Sohn des Friedensrichters John Ford und dessen Ehefrau Elizabeth Popham. Ein Onkel mütterlicherseits war der Jurist John Popham. Über Fords Kindheit und Jugend ist recht wenig bekannt. Ford studierte in Oxford Jura; wahrscheinlich am Exeter College. Wie andere Mitglieder seiner begüterten, alteingesessenen Familie wurde er nach einer kurzen Studienzeit in Oxford 1602 in den Middle Temple, eine der renommierten Londoner Juristenschulen, aufgenommen. Möglicherweise verdiente er anschließend seinen Lebensunterhalt als Jurist; wie bei vielen seiner Zeitgenossen fehlen allerdings präzise biografische Informationen.
Ford begann sein literarisches Wirken mit Gelegenheitsdichtungen wie einer Elegie über den Tod eines Adligen oder einem Prosa-Pamphlet über die ritterliche Tugend. Eingang in die Literaturgeschichte fand er jedoch ausschließlich durch seine Dramen, die er seit den frühen 1620er Jahren anfangs in Zusammenarbeit mit Thomas Dekker, William Rowley, Thomas Middleton und John Webster verfasste.
Seine ab 1626 in alleiniger Arbeit entstandenen Dramen wie The Lover’s Melancholy (1628), The Broken Heart (1625–33), Love's Sacrifice (1632?), ’Tis Pity She's a Whore (1629–33?), The Fancies Chaste and Noble (1635/36) oder The Lady's Trial (1638) machten ihn zu einem führenden Dramatiker des elisabethanisch-jakobäischen Theaters, der bei seinen Zeitgenossen hoch angesehen war.
Werke wie The Broken Heart (Das gebrochene Herz 1860) und ’Tis Pity She's a Whore (Schade, dass sie eine Hure war, 1982), die vermutlich bekannteste Inzest-Tragödie der englischen Literaturgeschichte, werden auch heute noch – nicht nur auf englischen Bühnen – erfolgreich aufgeführt.
In seinen Tragödien behandelt Ford immer wieder die leidenschaftliche Liebe jenseits der moralischen Grenzen. Schauplätze sind häufig Italien oder Griechenland, wo seine Helden tragisch dem Tod anheimfallen und vernichtet werden. 
Das mit zahlreichen melodramatischen und morbiden Details angereicherte Drama The Broken Heart zeigt die düstere Lebens- und Liebesgeschichte zweier Paare in einer Welt selbstzerstörerischer Leidenschaften und auswegloser Verstrickungen zwischen eigentlicher Liebesbeziehung und erzwungener liebloser Ehe. Anknüpfend an Robert Burtons 1621 erschienenes Werk The Anatomy of Melancholy wird damit das zentrale Thema der tragischen Melancholie unglücklicher Liebe entfaltet; die wenigen eher schlaglichtartigen Blicke auf eine dritte glückliche Beziehung deuten zwar auf eine Alternative, lassen am Ende jedoch nicht wirklich Hoffnung aufkommen.
In ’Tis Pity She's a Whore wird die inzestuöse Beziehung des schönen und klugen Geschwisterpaares Giovanni und Annabella von Ford in erster Linie nicht als sexuelle Verstrickung, sondern als schicksalhafte Fügung dargestellt, der die beiden erst nach längerem Zögern nachgeben. Der Vollzug des Inzests wird in deutlicher Ähnlichkeit zu einer Eheschließung inszeniert; mit der anschließenden Schwangerschaft Annabellas beginnt dann ein äußerst kompliziertes Spiel von Intrigen und Gegenintrigen, das in einer grausig-spektakulären Schlussszene kulminiert. Mit dem Herzen seiner ermordeten Geliebten auf einem Dolch aufgespießt, erscheint Giovanni und ersticht den Ehemann seiner Schwester, den sie heiratete, als sie schwanger wurde, um den Inzest zu verbergen. Am Ende wird Giovanni selber von beauftragten Mördern getötet; Ford knüpft mit diesem Ausgang des Stückes an die konventionelle Struktur der elisabethanisch-jakobäischen Rachetragödie an. Das Werk zählt zu den allerdings nicht gänzlich unumstrittenen Klassikern des englischen Theaters. In späteren Aufführungen vor allem im 19. Jahrhundert wurde es teilweise unter weniger aufsehenerregenden Titeln wie Giovanni and Annabella oder The Brother and the Sister inszeniert.
Zusammen mit seinen Kollegen Thomas Dekker und William Rowley veröffentlichte Ford um 1623 The witch of Edmonton. Mit John Webster arbeitete er ebenfalls öfter zusammen.
Im Alter von ungefähr 50 Jahren starb John Ford nach 1639 in oder bei London.

## Werke
- The Witch of Edmonton (1621; gedruckt 1658), mit Thomas Dekker and William Rowley
- The Sun's Darling (überarbeitet 1638–9; gedruckt 1656), mit Dekker
- The Lover's Melancholy (1628; gedruckt 1629; Die Melancholie des Liebenden, 1860)
- The Broken Heart (ca. 1625–33; gedruckt 1633; Das gebrochene Herz, 1860)
- Love's Sacrifice (1632?; gedruckt 1633; Der Liebe Opfer, 1860)
- ’Tis Pity She's a Whore (1629–33?; gedruckt 1633; auch bekannt als Giovanni and Annabella; Schade ... sie war eine Dirne, 1946, und Schade, dass sie eine Hure war, neu übersetzt von Erich Fried, 1982)
- Perkin Warbeck (ca. 1629–34; gedruckt 1634), mit Dekker?
- The Fancies Chaste and Noble (1635/36; gedruckt 1638; Die Phantasien, keusch und edel, 1860)
- The Lady's Trial (1638; gedruckt 1639, Die Prüfung der Frau, 1860)

Werke mit unsicherer Zuschreibung
- The Queen (ca. 1621–33?; printed 1653)
- The Spanish Gypsy (licensed July 9, 1623; printed 1653).

Ein erheblicher Teil der Schauspiele von Ford ist nicht erhalten, darunter The Royal Combat und Beauty in a Trance, sowie einige Schauspiele, die er zusammen mit Dekker geschaffen hat: The London Merchant, The Bristol Merchant, The Fairy Knight, sowie Keep the Widow Waking, das er in Zusammenarbeit mit William Rowley and John Webster geschaffen hat.
Zu den fraglichen Zuschreibungen gehört: The Laws of Candy, das als Schauspiel von John Fletcher geführt wird, möglicherweise aber einiges von Fords gleichnamigem Werk enthält. Auch The Welsh Ambassador and The Fair Maid of the Inn werden als Werke betrachtet, die einiges von Ford enthalten können.
Deutsche Übersetzungen
1860 erschien erstmals eine deutsche Ausgabe ausgewählter Werke Fords in gesammelter Form in der Übersetzung von Friedrich von Bodenstedt.

## Werkausgaben
- Dramatic Works of John Ford - Volume 1. Murray, London 1831 (archive.org).
- Dramatic Works of John Ford - Volume 2. Murray, London 1831 (archive.org).
- Alexander Dyce, William Gifford (Hrsg.): The Works of John Ford. 3 Bände. Rev. Neuauflage, Russel & Russel, New York 1965 [1869]